# Katharine Graham
Pour les articles homonymes, voir Graham.
Katharine Graham, née Meyer le 16 juin 1917 à New York et morte le 17 juillet 2001 à Boise, est une patronne de presse américaine.
Après la mort de son mari Phil Graham (en), elle dirige le quotidien The Washington Post. En 1998, ses mémoires obtiennent le prix Pulitzer de la biographie. En 2002, la médaille présidentielle de la Liberté (Presidential Medal of Freedom) lui est remise à titre posthume. Katharine Graham figure désormais au National Women's Hall of Fame.

## Biographie

### Jeunesse
Katharine Meyer, quatrième des cinq enfants d'Agnes Ernst et du banquier Eugene Meyer, naît à New York en 1917. Elle voit peu ses parents durant son enfance et, comme ses frères et sœurs, est élevée par leur gouvernante. Elle est interne dans une école privée pour jeunes filles, la Madeira School (en), située en Virginie. En 1930, son père est promu gouverneur de la réserve fédérale. Katharine Meyer étudie au Vassar College, puis à l'université de Chicago,. En 1938, elle obtient un baccalauréat universitaire ès lettres (Artium Baccalaureus, AB) en journalisme,.
En 1933, son père achète aux enchères The Washington Post, un quotidien régional en faillite alors tiré à 50 000 exemplaires. Katharine Meyer travaille brièvement comme reporter pour un journal de San Francisco, puis entre au Post en 1939. En 1940, elle épouse l'assistant de justice (law clerk) Phil Graham (en) et se consacre à sa famille. Le couple s'établit à Washington dans le quartier de Georgetown et a quatre enfants entre 1943 et 1952,. En 1946, Eugene Meyer devient le premier président de la Banque mondiale. Phil Graham le remplace et devient rédacteur en chef du journal. Il hérite également de la majorité des parts de la compagnie. Eugene Meyer l'explique à sa fille par la formule « un homme ne doit pas être mis dans la situation de devoir travailler pour sa femme » (« no man should be in the position of working for his wife »),.

### The Washington Post

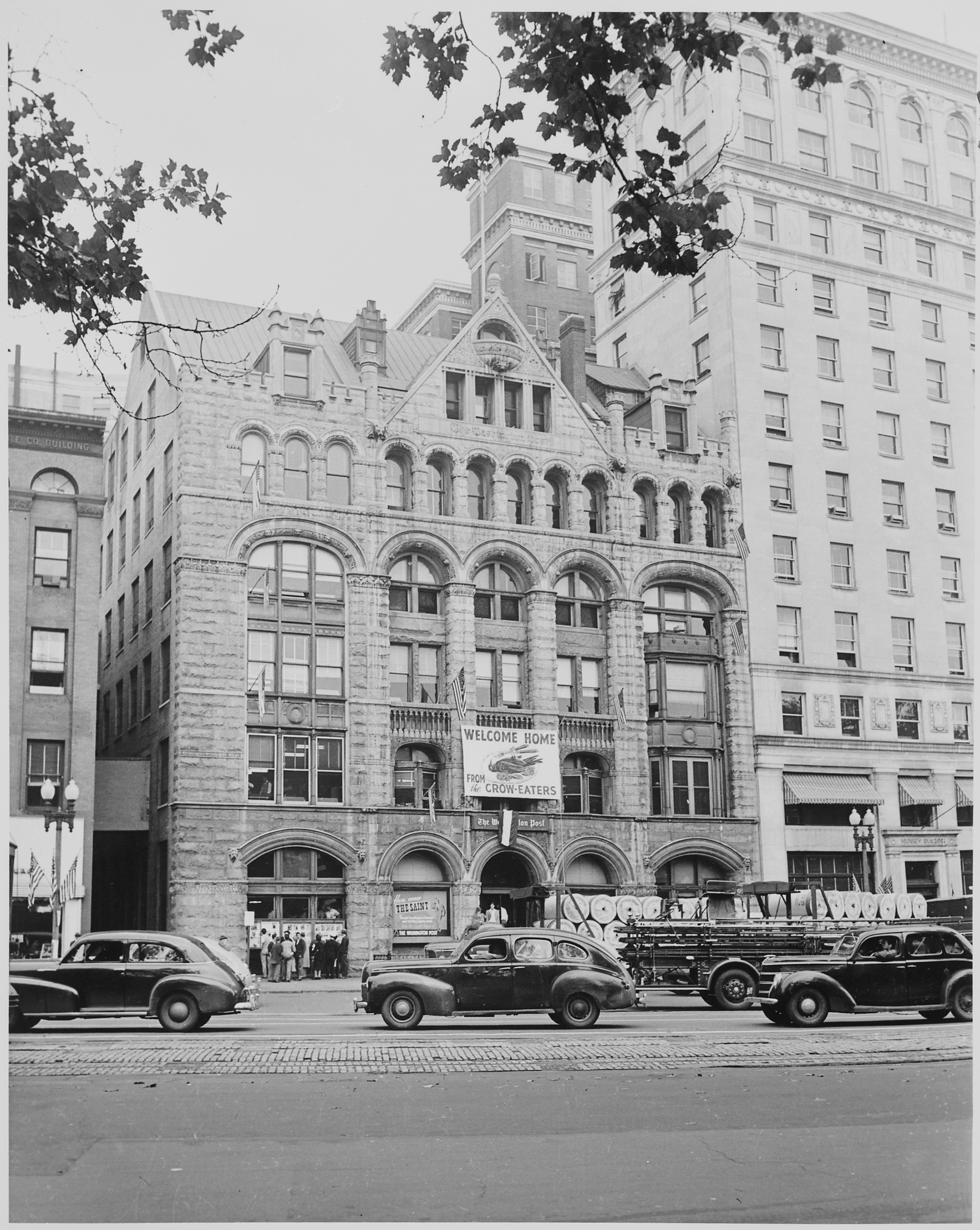
Siège du Washington Post durant les années 1940.

Le Washington Post est dirigé par son mari. Il supervise l'acquisition par The Washington Post Company d'un quotidien concurrent, le Washington Times-Herald, en 1954, puis du magazine Newsweek en 1961. Proche du président John Fitzgerald Kennedy et du vice-président Lyndon B. Johnson, Phil Graham est une personnalité influente de Washington. Il souffre de troubles maniaco-dépressifs et est hospitalisé à plusieurs reprises,. Après son suicide, survenu en 1963, son épouse lui succède à la tête du quotidien et est élue présidente de la compagnie. Peu sûre d'elle même en raison de son manque d'expérience, et se sentant isolée dans un milieu dominé par les hommes, elle souhaite simplement conserver le journal au sein de la famille afin de pouvoir le transmettre à ses fils,.
En 1965, Katharine Graham recrute Benjamin Bradlee en tant que rédacteur en chef et l'aide à bâtir l'équipe rédactionnelle qui fera du Post un quotidien de référence,. En 1971, elle décide de publier les papiers du Pentagone, une étude secrète du département de la Défense sur la conduite de la guerre du Viêt Nam. Elle soutient Bob Woodward et Carl Bernstein, qui publient une enquête démontrant l'implication de l'administration présidentielle dans le scandale du Watergate. L'affaire entraîne la démission du président Richard Nixon,.
Katharine Graham est l'une des premières femmes à diriger une entreprise de premier plan aux États-Unis. Elle est éditrice du journal jusqu'en 1979, date à laquelle son fils Donald E. Graham lui succède. Elle préside The Washington Post Company entre 1973 et 1991, et son conseil d'administration jusqu'en 1993,.

### Autres activités
Durant sa carrière, Katharine Graham siège dans de nombreux comités et conseils d'administration, comme ceux de l'université George Washington, de l'université de Chicago, de la National Gallery of Art, ou encore de l'American Assembly, le forum des politiques publiques de l'université Columbia. En 1974, elle est la première femme élue au conseil d'administration de l'agence Associated Press.
Membre de la commission Brandt, elle participe donc à l'élaboration du Rapport Nord-Sud (1980).

### Décès

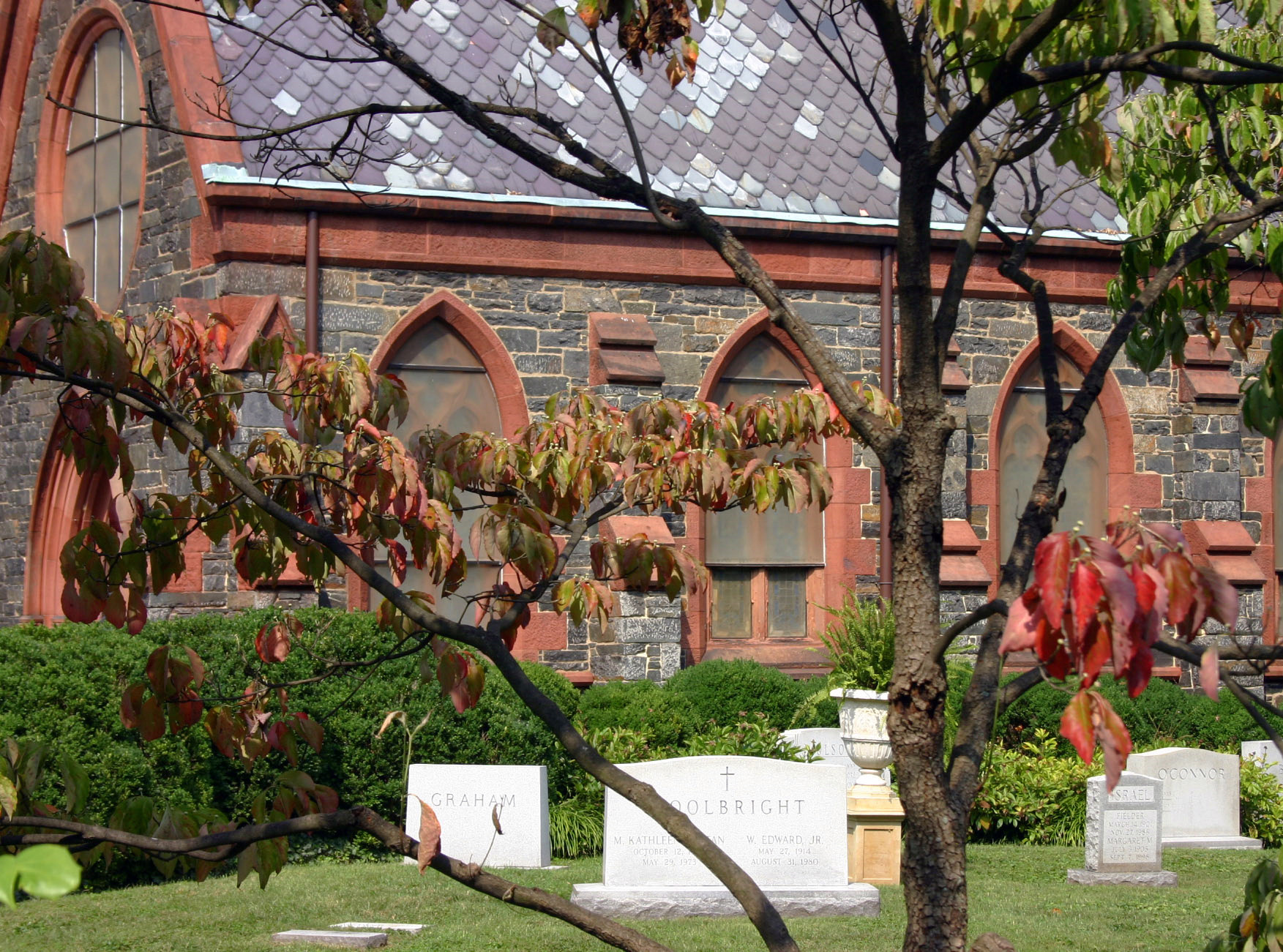
Katharine Graham est inhumée au cimetière de Oak Hill, à Washington.

Après sa mort, en juillet 2001, de nombreuses personnalités de la politique, entre autres Bill Clinton, Dick Cheney et Robert McNamara, et de la presse, comme Barbara Walters, Diane Sawyer ou encore Louis Boccardi, assistent au service religieux célébré à la cathédrale nationale de Washington. Katharine Graham est inhumée au cimetière de Oak Hill.

## Récompenses et distinctions
En 1968, Katharine Graham reçoit un doctorat honoraire de Dartmouth College.
En 1997, elle publie son autobiographie, intitulée Personal History (en),. L'année suivante, le prix Pulitzer de la biographie lui est décerné.
En 2002, elle entre au musée consacré aux femmes américaines illustres, le National Women's Hall of Fame. Elle reçoit à titre posthume la médaille présidentielle de la Liberté (Presidential Medal of Freedom).

## Ouvrages
- (en) Katharine Graham's Washington, Alfred A. Knopf, 2002, 832 p. (ISBN 978-0-375-41471-8)
- (en) Personal History : Katharine Graham, Alfred A. Knopf, 1997, 642 p. (ISBN 978-0-394-58585-7)

## Filmographie
- 2017 : Pentagon Papers de Steven Spielberg, incarnée par Meryl Streep